# Ainsi mourut l'adolescent politisé

Ainsi mourut l’adolescent politisé (titre original en japonais : 政治少年死す) est une nouvelle de l'écrivain japonais Kenzaburō Ōe parue en 1961, inspirée de l'assassinat de Inejirō Asanuma par Otoya Yamaguchi. Cette nouvelle, extraite du recueil Le faste des morts, est la version intégrale de Seventeen. 

## Histoire
Kenzaburō Ōe raconte à la première personne l'histoire d'un adolescent de 17 ans qui est nommé Seventeen. Il fête ses 17 ans dans l'indifférence générale. Incompris, complexé et frustré, il se décrit comme un accro à la masturbation, mais en reste profondément honteux, et se sent proche des idées de gauche. Rejeté de tous jusqu'au jour où après une nouvelle humiliation pendant le cours de sport, un camarade de classe l'invite à assister à un meeting de l'extrême-droite, qui va lui apporter une reconnaissance, qui va enfin le faire exister en tant qu'être, pour finir dans l'apothéose des heurts des mouvements étudiants de l'époque.

## Personnages
- Seventeen : Le protagoniste qui bascule dans l'extrémisme comme exutoire.
- La grande sœur avec laquelle le protagoniste est en conflit. Elle travaille comme infirmière dans un hôpital des Forces de défense.
- Kunihiko Sakihabara : leader de droite charismatique.
- Shin-Tôhô : camarade de classe du protagoniste, l'entrainant pour la première fois à un rassemblement de droite.

## Contexte
Dans les années 1960, le Japon reste encore traumatisé par la défaite de la Seconde Guerre mondiale, et occupé par le SCAP. L'opinion publique n'est pas indifférente à cette position de domination des États-Unis sur le Japon, et la problématique axe les rapports politiques gauche-droite. Se développent alors des groupuscules idéologiques tant communistes que nationalistes, qui cherchent à recruter de jeunes membres.
Kenzaburô Ôé rédige une œuvre engagée contre l'extrémisme politique et le retour des idées nationalistes, par une critique parodique, mais cinglante et psychologique d'un nouvel adhérant aux jeunesses nationalistes japonaises, s'opposant de fait à l'idéologie empruntée par Yukio Mishima dans la dernière partie de son œuvre.
Alors que Seventeen s'arrête après la conversion du jeune homme et l'éclatement des heurts entre étudiants, Ainsi mourut l’adolescent politisé évoque l'assassinat du chef socialiste, ainsi que le suicide de l'assassin dans sa maison d'arrêt. Cet épisode fait écho aux événements de 1960, où le leader du Parti Socialiste japonais, Inejirô Asanuma est assassiné en plein meeting par un jeune homme d'extrême droite, Otoya Yamaguchi.   
À la suite de la publication de la nouvelle Seventeen, et plus particulièrement de Ainsi mourut l'adolescent politisé, Kenzaburō Ōe reçoit des menaces de mort de la part de l’extrême droite japonaise ; il décide de faire retirer son œuvre des librairies. La maison d'édition, elle, se voit contrainte de présenter ses excuses. En 1997, une version non autorisée de cette même partie est publiée en Italie, par les éditions Marsilio, sous le titre Il figlio dell'imperatore, traduite par Michela Morresi.